# Richard Gere
Richard Gere (Philadelphia, 1949. augusztus 31. –) Golden Globe-díjas amerikai színész, filmproducer.
Az 1970-es évektől szerepel filmekben, feltűnt a Nappalok és éjszakák (1977) és a Mennyei napok (1978) című drámákban. Az 1980-ban bemutatott Amerikai dzsigoló hozta el számára a hírnevet, megalapozta karrierjét, mint férfi főszereplő és szexszimbólum. Az 1980-as évek során egyebek mellett szerepelt még a Garni-zóna (1982) és a Gengszterek klubja (1984) című filmekben. 1990-től olyan filmekben játszott, mint a Micsoda nő! (1990), a Sommersby (1993), a Legbelső félelem (1996) és az Oltári nő (1999). A 2002-es Chicago című zenés filmdráma egy Golden Globe- és a többi szereplővel közösen egy Screen Actors Guild-díjat hozott számára.
A 2000-es évektől fontosabb filmjei közé tartozik még az I'm Not There – Bob Dylan életei (2007), a Végzetes hazugságok (2012) és a Norman: Egy New York-i szélhámos mérsékelt felemelkedése és tragikus bukása (2016).
A színészet mellett politikai aktivistaként is ismert, főként Tibet függetlenségének támogatásáról.

## Fiatalkora és családja
Syracuse-ban nőtt fel, édesanyja, Doris Ann háziasszony, édesapja, Homer George Gere ügynök volt a Nationwide Mutual Insurance Companynál. Richard a legidősebb fiuk és második gyermekük.
1967-ben végzett a North Syracuse Central High Schoolban, ahol kitűnően tornázott és trombitázott. Ezután a University of Massachusetts Amherstre ment sportösztöndíjjal filozófia szakra, de nem fejezte be, mert két év után otthagyta az iskolát.

## Színészi pályafutása
Először a Cape Cod-i Provincetown Színházban lépett fel, 1971-ben a Rosencrantz és Guildenstern halott című darabban. Első jelentősebb színészi szerepét a Grease eredeti londoni előadásában kapta 1973-ban. Az 1970-es években kezdett el hollywoodi filmekben szerepelni, köztük az 1977-es Nappalok és éjszakák című thrillerben és Terrence Malick filmdrámájában, az 1978-as Mennyei napokban.
A nyolcvanas évek elején igazi sztárrá vált az Amerikai dzsigolóval és az azt követő Garni-zóna című romantikus dráma főszerepeivel, utóbbi 1982-ben majdnem 130 millió dollár bevételt hozott.
Néhány 1982 óta bekövetkezett kasszabukástól eltekintve Gere karrierje olyan filmekkel erősödött, mint a Higgy neki, hisz zsaru, melyben negatív karaktert alakít és a mára már igazi klasszikusnak számító Micsoda nő! (1990). Főszereplői státusza tovább erősödött, köszönhetően a Sommersby (1993), a Legbelső félelem (1996), A Sakál (1997) és az 1999-es Oltári nő filmeknek (utóbbiban ismét Julia Roberts oldalán játszott).
2002-ben három jelentősebb filmben is játszott: a Megszólít az éjszaka című thrillerben, mely megtörtént eseményeket dolgoz fel, A hűtlen című drámában és a hat Oscar-díjas Chicago filmmusicalben. Utóbbiért elnyerte a legjobb vígjáték- vagy musicalszínésznek járó Golden Globe-díjat is. A 2004-es Hölgyválasz 170 millió dolláros bevételt hozott, következő filmje, a 2005-ös Szavak és érzések pedig megbukott a jegypénztáraknál.
2007-ben Jesse Eisenberg oldalán tűnt fel a Rókavadászat című komikus thrillerben. Gere egy amerikai oknyomozó újságírót alakít, aki Boszniába megy, és ott személyes tragédiát él át. Ezt követte Christian Bale, Heath Ledger és Cate Blanchett mellett Todd Haynes önéletrajzi filmje Bob Dylanről, az I'm not there – Bob Dylan életei. 2008-ban Diane Lane partnerét alakította az Éjjel a parton című drámában, ami Nicholas Sparks azonos című regénye alapján készült. A filmet széles körben lehúzták a kritikusok.
2009-ben kiégett rendőrt alakított Antoine Fuqua sötét hangulatú, Brooklyn mélyén című krimijében, majd egy korábbi japán film amerikai változatában, a Hacsi, a leghűségesebb barát című családi drámában játszik kutyabarát professzort.
2012-ben a Végzetes hazugságok című alkotásban volt látható, melyért begyűjtötte negyedik Arany Glóbusz-jelölését.

## Magánélete
1991-ben összeházasodott Cindy Crawford modellel, akivel 1995-ben elváltak. 2002-ben vette feleségül Carey Lowell modellt és színésznőt. 2000-ben született egy fiuk, Homer James Jigme Gere, aki egyrészt Gere apja után kapta nevét, másrészt a Jigme egy tibeti név.
2019. február 11-én, 69 és fél éves korában megszületett második fia, Alexander, a 33 évvel fiatalabb feleségétől, akivel előző év áprilisában házasodott össze. Majd 2020 áprilisában újabb fiuk született.
Amióta feltűnt a filmvásznon, az a pletyka járja róla, hogy meleg. Ennek még külön táptalajt is adott, amikor szomszédját, Michael Caine-t egy rádióinterjúban megkérdezték arról, hogy ez valóban így van-e. Az angol színész így válaszolt: „Azt nem tudom, de az tuti, hogy ha létszámhiány lenne a melegeknél, Richard kisegítené őket…”

### Politikai aktivizmus
Jelentős összegekkel támogatja a Survival International nevű szervezetet, amely az eredeti környezetükben élő őserdei törzsek kultúrájának megőrzéséért küzd. Húsz éve buddhista, a dalai láma jó barátja, és a tibetiek ügyének szószólója. Egy ideig ki volt tiltva az Oscar-díj-gálákról, miután egyszer díjátadóként arra használta a színpadot, hogy Kína emberjogi politikáját kritizálja nyilvánosan.

## Filmográfia

### Film
| Év   | Magyar cím                                                                  | Eredeti cím                                                   | Szerep                        | Magyar hang          | Rendező              |
| ---- | --------------------------------------------------------------------------- | ------------------------------------------------------------- | ----------------------------- | -------------------- | -------------------- |
| 1975 | Jelentés a felügyelőnek                                                     | Report to the Commissioner                                    | Billy                         |                      | Milton Katselas      |
| 1976 |                                                                             | Baby Blue Marine                                              | Raider                        |                      | John D. Hancock      |
| 1977 | Nappalok és éjszakák                                                        | Looking for Mr. Goodbar                                       | Tony                          |                      | Richard Brooks       |
| 1978 | Testvérszövetség                                                            | Bloodbrothers                                                 | Thomas Stony De Coco          | Széles László        | Robert Mulligan      |
| 1978 | Mennyei napok                                                               | Days of Heaven                                                | Bill                          | Szabó Sipos Barnabás | Terrence Malick      |
| 1978 | Mennyei napok                                                               | Days of Heaven                                                | Bill                          | Bozsó Péter          | Terrence Malick      |
| 1979 | Jenkik                                                                      | Yanks                                                         | Matt Dyson                    | Selmeczi Roland      | John Schlesinger     |
| 1979 | Jenkik                                                                      | Yanks                                                         | Matt Dyson                    | Háda János           | John Schlesinger     |
| 1980 | Amerikai dzsigoló                                                           | American Gigolo                                               | Julian Kay                    | Szakácsi Sándor      | Paul Schrader (1.)   |
| 1982 | Garni-zóna                                                                  | An officer and a gentleman                                    | Zack Mayo                     | Dörner György        | Taylor Hackford      |
| 1982 | Garni-zóna                                                                  | An officer and a gentleman                                    | Zack Mayo                     | Rátóti Zoltán        | Taylor Hackford      |
| 1982 | Garni-zóna                                                                  | An officer and a gentleman                                    | Zack Mayo                     | Széles Tamás         | Taylor Hackford      |
| 1983 | Tiszteletbeli konzul                                                        | Beyond the Limit                                              | Eduardo Plan                  | Csernák János        | John Mackenzie       |
| 1983 | Kifulladásig Los Angelesben                                                 | Breathless                                                    | Jesse Lujack                  | Szakácsi Sándor      | Jim McBride          |
| 1984 | Gengszterek klubja                                                          | The Cotton Club                                               | Dixie Dwyer                   | Szakácsi Sándor      | Francis Ford Coppola |
| 1985 | Dávid király                                                                | King David                                                    | Dávid                         | Szakácsi Sándor      | Bruce Beresford      |
| 1986 | Nincs kegyelem                                                              | No Mercy                                                      | Eddie Jillette                | Szakácsi Sándor      | Richard Pearce       |
| 1986 | Hatalom                                                                     | Power                                                         | Pete St. John                 | Forgács Péter        | Sidney Lumet         |
| 1988 | Távol az otthontól                                                          | Miles from Home                                               | Frank Roberts                 | Csuja Imre           | Gary Sinise          |
| 1988 | Távol az otthontól                                                          | Miles from Home                                               | Frank Roberts                 | Dányi Krisztián      | Gary Sinise          |
| 1990 | Higgy neki, hisz zsaru                                                      | Internal Affairs                                              | Dennis Peck rendőr            | Vass Gábor           | Mike Figgis (1.)     |
| 1990 | Micsoda nő!                                                                 | Pretty Woman                                                  | Edward Lewis                  | Kern András          | Garry Marshall (1.)  |
| 1991 | Augusztusi rapszódia                                                        | Hachi-gatsu no kyôshikyoku                                    | Clark                         |                      | Kuroszava Akira      |
| 1992 | Dermesztő szenvedélyek                                                      | Final Analysis                                                | Dr. Isaac Barr                | Kovács István        | Phil Joanou          |
| 1993 | Mr. Jones                                                                   | Mr. Jones                                                     | Mr. Jones                     | Szakácsi Sándor      | Mike Figgis (2.)     |
| 1993 | Sommersby                                                                   | Sommersby                                                     | John Robert "Jack" Sommersby  | Szabó Sipos Barnabás | Jon Amiel            |
| 1994 | Vágyak vonzásában                                                           | Intersection                                                  | Vincent Eastman               | Haás Vander Péter    | Mark Rydell          |
| 1995 | Az első lovag                                                               | First Knight                                                  | Lancelot                      | Szakácsi Sándor      | Jerry Zucker         |
| 1996 | Legbelső félelem                                                            | Primal Fear                                                   | Martin Vail                   | Kovács István        | Gregory Hoblit       |
| 1996 | Legbelső félelem                                                            | Primal Fear                                                   | Martin Vail                   | Szakácsi Sándor      | Gregory Hoblit       |
| 1997 | A Sakál                                                                     | The Jackal                                                    | Declan Joseph Mulqueen        | Szakácsi Sándor      | Michael Caton-Jones  |
| 1997 | Vörös sarok                                                                 | Red Corner                                                    | Jack Moore                    | Szakácsi Sándor      | Jon Avnet (1.)       |
| 1999 | Oltári nő                                                                   | Runaway Bride                                                 | Homer Eisenhower "Ike" Graham | Szakácsi Sándor      | Garry Marshall (2.)  |
| 1999 | Oltári nő                                                                   | Runaway Bride                                                 | Homer Eisenhower "Ike" Graham | Kőszegi Ákos         | Garry Marshall (2.)  |
| 2000 | Dr. T és a nők                                                              | Dr. T and the Women                                           | Dr. T                         | Szakácsi Sándor      | Robert Altman        |
| 2000 | Ősz New Yorkban                                                             | Autumn in New York                                            | Will Keane                    | Szakácsi Sándor      | Joan Chen            |
| 2002 | Megszólít az éjszaka                                                        | The Mothman Prophecies                                        | John Klein                    | Szakácsi Sándor      | Mark Pellington      |
| 2002 | A hűtlen                                                                    | Unfaithful                                                    | Ed Sumner                     | Szakácsi Sándor      | Adrian Lyne          |
| 2002 | A hűtlen                                                                    | Unfaithful                                                    | Ed Sumner                     | Kautzky Armand       | Adrian Lyne          |
| 2002 | Chicago                                                                     | Chicago                                                       | William "Billy" Flynn         | Csernák János        | Rob Marshall         |
| 2004 | Hölgyválasz                                                                 | Shall We Dance?                                               | John Clark                    | Mihályi Győző        | Peter Chelsom        |
| 2005 | Szavak és érzések                                                           | Bee Season                                                    | Saul Naumann                  | Szabó Sipos Barnabás | Scott McGehee        |
| 2005 | Szavak és érzések                                                           | Bee Season                                                    | Saul Naumann                  | Szabó Sipos Barnabás | David Siegel         |
| 2006 | Beugratás                                                                   | The Hoax                                                      | Clifford Irving               | Haás Vander Péter    | Lasse Hallström (1.) |
| 2007 | Rókavadászat                                                                | The Hunting Party                                             | Simon Hunt                    | Mihályi Győző        | Richard Shepard      |
| 2007 | I'm Not There – Bob Dylan életei                                            | I'm Not There                                                 | Bob Dylan (Billy, a Kölyök)   | Mihályi Győző        | Todd Haynes          |
| 2007 | A falka                                                                     | The Flock                                                     | Erroll Babbage ügynök         | Csernák János        | Andrew Lau           |
| 2008 | Éjjel a parton                                                              | Nights in Rodanthe                                            | Dr. Paul Flanner              | Csernák János        | George C. Wolfe      |
| 2009 | Amelia – Kalandok szárnyán                                                  | Amelia                                                        | George Putnam                 | Csernák János        | Mira Nair            |
| 2009 | Hacsi, a leghűségesebb barát                                                | Hachiko: A Dog’s Story                                        | Parker Wilson                 | Csernák János        | Lasse Hallström (2.) |
| 2009 | Brooklyn mélyén                                                             | Brooklyn’s Finest                                             | Eddie Dugan                   | Mihályi Győző        | Antoine Fuqua        |
| 2011 | Álcák csapdája                                                              | The Double                                                    | Paul Shepherdson              | Csernák János        | Michael Brandt       |
| 2012 | Végzetes hazugságok                                                         | Arbitrage                                                     | Robert Miller                 | Csernák János        | Nicholas Jarecki     |
| 2013 | Movie 43: Botrányfilm                                                       | Movie 43                                                      | Főnök (iBabe szegmens)        | Mihályi Győző        | Steven Brill         |
| 2014 | Henry és én                                                                 | Henry & Me                                                    | Henry (hangja)                |                      | Barrett Esposito     |
| 2014 | Elfelejtett idő                                                             | Time Out of Mind                                              | George Hammond                | Kőszegi Ákos         | Oren Moverman (1.)   |
| 2015 | Keleti nyugalom – A második Marigold Hotel                                  | The Second Best Exotic Marigold Hotel                         | Sam Chambers                  | Csernák János        | John Madden          |
| 2015 | A jótevő                                                                    | The Benefactor                                                | Franny                        | Kőszegi Ákos         | Andrew Renzi         |
| 2016 | Norman: Egy New York-i szélhámos mérsékelt felemelkedése és tragikus bukása | Norman: The Moderate Rise and Tragic Fall of a New York Fixer | Norman Oppenheimer            | Gyabronka József     | Joseph Cedar         |
| 2017 | A vacsora                                                                   | The Dinner                                                    | Stan Lohman                   | Csernák János        | Oren Moverman (2.)   |
| 2017 | A három Krisztus                                                            | Three Christs                                                 | Dr. Alan Stone                | Hegedűs D. Géza      | Jon Avnet (2.)       |
| 2023 | Talán igent mondok                                                          | Maybe I Do                                                    | Howard                        | Csernák János        | Michael Jacobs       |
| 2023 | Talán igent mondok                                                          | Maybe I Do                                                    | Howard                        | Mihályi Győző        | Michael Jacobs       |
| 2024 |                                                                             | Oh, Canada                                                    | Leonard Fife                  |                      | Paul Schrader (2.)   |
| 2024 |                                                                             | Longing                                                       | Daniel                        |                      | Savi Gabizon         |

### Televízió
| Év   | Magyar cím                            | Eredeti cím                 | Szerep                           | Megjegyzések                                                  |
| ---- | ------------------------------------- | --------------------------- | -------------------------------- | ------------------------------------------------------------- |
| 1975 |                                       | Chelsea D.H.O.              | Milo                             | tévéfilm                                                      |
| 1975 | Erőszakkal (Ütőerő)                   | Strike Force                | Walter C. Spenser rendőr         | - tévéfilm - magyar hangja: - Selmeczi Roland - Rékasi Károly |
| 1976 | Kojak                                 | Kojak                       | Geno Papas                       | 1 epizód                                                      |
| 1993 | És a zenekar játszik tovább…          | And the Band Played On      | koreográfus                      | - tévéfilm - magyar hangja: - Haás Vander Péter               |
| 2001 | A Simpson család                      | The Simpsons                | önmaga (hangja)                  | 1 epizód                                                      |
| 2014 | Kozmosz: Történetek a világegyetemről | Cosmos: A Spacetime Odyssey | Clair Cameron Patterson (hangja) | 1 epizód                                                      |
| 2019 | AnyaApaFiú                            | MotherFatherSon             | Max Finch                        | 8 epizód                                                      |
| 2024 | Az ügynökség                          | The Agency                  | James 'Bosko' Bradley            | - 10 epizód - magyar hangja: - Kovács István                  |

## Díjak és jelölések
- 1983 – Golden Globe-díj – jelölés: legjobb férfi főszereplő (filmdráma) – Garni-zóna
- 1991 – Golden Globe-díj – jelölés: legjobb férfi főszereplő (komédia vagy musical) – Micsoda nő!
- 1994 – Primetime Emmy-díj – jelölés: legjobb férfi mellékszereplő (minisorozat vagy tévéfilm) – És a zenekar játszik tovább…
- 2003 – Golden Globe-díj – díj: legjobb férfi főszereplő (komédia vagy musical) – Chicago
- 2013 – Golden Globe-díj – jelölés: legjobb férfi főszereplő (filmdráma) – Végzetes hazugságok

## Fordítás
- Ez a szócikk részben vagy egészben  a   Richard Gere című angol Wikipédia-szócikk fordításán alapul.  Az eredeti cikk szerkesztőit annak laptörténete sorolja fel. Ez a jelzés csupán a megfogalmazás eredetét és a szerzői jogokat jelzi, nem szolgál a cikkben szereplő információk forrásmegjelöléseként.